# Estadi Alejandro Serrano Aguilar
L'Estadi Alejandro Serrano Aguilar és un estadi esportiu de la ciutat de Cuenca, Equador.
Va ser inaugurat l'any 1945 i és la seu dels clubs Club Deportivo Cuenca i Liga Deportiva Universitaria de Cuenca. La seva capacitat és per a 14.540 espectadors.
Fou una de les seus de la Copa Amèrica de futbol de 1993.